# Liste der Sammlungen und Museen der Universität Zürich
Die Liste der Sammlungen und Museen der Universität Zürich enthält die der Universität Zürich (UZH) angegliederten wissenschaftlichen Sammlungen und Museen.
| Name (Lage)                                       | Kurzbeschreibung | Zuordnung | Link |
| ------------------------------------------------- | --- | --- | ---- |
| Anatomische Studiensammlung (Lage)                | Die Anatomische Studiensammlung unterstützt mit einer Ausstellung menschlicher Präparate und Modelle die Ausbildung angehender Ärzte an der Universität Zürich. Die Schausammlung ist für die Öffentlichkeit daher nur vormittags zugänglich, während die Studierenden in den Vorlesungen sind. | Medizinische Fakultät > Anatomisches Institut |      |
| Archäologische Sammlung (Lage)                    | Die Archäologische Sammlung der Universität Zürich wurde 1854 zunächst als Abgusssammlung bedeutender antiker Skulpturen von Universität und Polytechnikum gegründet. Noch im 19. Jh. begann man jedoch auch systematisch mit dem Aufbau einer Studiensammlung antiker Originalwerke. Heute präsentiert sie sich als eine der wichtigsten Schweizer Sammlungen von Kunst und Kunsthandwerk aus dem alten Ägypten und Mesopotamien, aus dem antiken Kleinasien, Griechenland und Italien, insbesondere Etrurien und Rom. | Philosophische Fakultät > Institut für Archäologie |      |
| Archiv für Medizingeschichte (Lage)               | Das Archiv für Medizingeschichte vereint Sammlungen und Einzelbestände mit medizinhistorischem Inhalt, deren Zusammenstellung in den 1920 Jahren begonnen wurde, mit neu hinzugekommenen Nachlässen von Medizinalpersonen und Institutionen. | Medizinische Fakultät > Institut für Biomedizinische Ethik und Medizingeschichte                                                                                           |      |
| Botanischer Garten (Lage)(Lage)                   | Der Botanische Garten Zürich ist ein der Universität Zürich zugehörender Botanischer Garten mit zwei Standorten, dem seit 1833 bestehenden Alten Botanischen Garten in der City und der im Jahr 1977 eröffneten neuen Anlage im Quartier Weinegg. | Mathematisch-naturwissenschaftliche Fakultät > Institut für Systematische und Evolutionäre Botanik                                                                         |      |
| Botanisches Museum (Lage)                         | Beim Botanischen Museum handelt es sich um eine 1895 von Hans Schinz begründete Lehr- und Forschungssammlung, die zwischen 20'000 und 25'000 auf zahlreichen Expeditionen gesammelte botanische Kuriositäten umfasst. | Mathematisch-naturwissenschaftliche Fakultät > Institut für Pflanzen- und Mikrobiologie                                                                                    |      |
| Medizinische Sammlung (Lage)                      | Die Medizinische Sammlung der Universität Zürich zählt zu den bedeutendsten in Europa. Der thematische Schwerpunkt liegt auf medizinischen Instrumenten und Geräten für Diagnose und Therapie. Ihr geschätzter Bestand von mehr als 20'000 Objekten wird zurzeit inventarisiert und wissenschaftlich erschlossen. Die Sammlung ist deshalb aktuell nur für Forschung und universitäre Lehre auf Anfrage zugänglich. | Medizinische Fakultät > Institut für Evolutionäre Medizin |      |
| Moulagenmuseum (Lage)                             | Das Moulagenmuseum der Universität Zürich beherbergt eine ab 1918 entstandene Sammlung von Moulagen, die bis heute weitergeführt wird. Es ist eine der grössten Sammlungen ihrer Art und Kulturgut von nationaler Bedeutung. | Universität Zürich / Universitätsspital Zürich |      |
| Museum der Anthropologie (Lage)                   | Die Dauerausstellung im Anthropologischen Museum der Universität Zürich gibt einen Überblick über die Evolution des Menschen von Australopithecus bis zum modernen Menschen und zeigt frühe Hominidenfunde aus der Schweiz. | Mathematisch-naturwissenschaftliche Fakultät > Anthropologisches Institut und Museum                                                                                       |      |
| Museum zur Geschichte der Veterinärmedizin (Lage) | Das Museum zeigt anhand von Instrumenten und Dokumenten aus der Fakultät sowie von Utensilien aus der Praxis den Wandel der Veterinärmedizin von einem handwerklichen zu einem naturwissenschaftlichen Beruf. Das Museum beherbergt zudem die Die A. und M. Mahler Microscope Collection Zürich, eine Sammlung von Mikroskopen aus dem 18., 19. und 20. Jahrhundert. Besichtigung auf Voranmeldung. | Vetsuisse-Fakultät |      |
| Paläontologisches Museum (Lage)                   | Das Paläontologische Museum Zürich ist der öffentlich zugängliche Teil der Sammlung des Paläontologischen Instituts und Museums der Universität Zürich. 1991 wurde das Museum offiziell eröffnet, nachdem es bereits seit 1965 als Schausammlung öffentlich zugänglich war. Die Sammlungsstücke an Fossilien gehen bis auf das 17. Jahrhundert zurück. | Mathematisch-naturwissenschaftliche Fakultät > Paläontologisches Institut und Museum                                                                                       |      |
| Phonogrammarchiv (Lage)                           | Das Phonogrammarchiv der Universität Zürich ist das älteste Tonarchiv der Schweiz. Seine Aufgaben umfassen das Sammeln, Dokumentieren, Auswerten und Publizieren von Tonaufnahmen in allen Schweizer Dialekten aller vier Landessprachen. Etwa die Hälfte der insgesamt 4242 Tonträger sind in digitaler Form zugänglich. | Philosophische Fakultät > Institut für Computerlinguistik |      |
| UZH Archiv (Lage)                                 | Das UZH Archiv ist das zentrale Archiv der Universität Zürich. Neben dem Verwaltungsschriftgut seit 1998 findet sich hier auch älteres Dokumentationsgut zur Universitätsgeschichte sowie Nachlässe bedeutender Professoren und Archive universitärer Vereine. | Bereich des Rektors > Generalsekretariat |      |
| Veterinäranatomische Sammlung (Lage)              | Die Veterinäranatomische Sammlung der Universität Zürich beherbergt mehr als 600 Präparate der Veterinäranatomie und der Pferdeklinik und wird vorwiegend zum Studium der Veterinärmedizin genutzt. Die Ausstellung ist öffentlich zugänglich. | Vetsuisse-Fakultät > Veterinär-Anatomisches Institut |      |
| Völkerkundemuseum (Lage)                          | Das Völkerkundemuseum der Universität Zürich ist das drittälteste ethnologische Museum der Schweiz. Seit 1914 gehören seine Sammlungen zur Universität Zürich. 2008 gelangten zudem grosse Teile des aufgelösten Musikethnologischen Archivs der Universität Zürich ins Tonarchiv des Völkerkundemuseums. | Philosophische Fakultät > Institut für Sozialanthropologie und Empirische Kulturwissenschaft                                                                               |      |
| Zoologisches Museum (Lage)                        | Die Sammlungen des 1833 gegründeten Zoologische Museums der Universität Zürich umfassen etwa 1 Mio. Tierpräparate. Rund 1'500 davon, v. a. Dermoplastiken und Skelette von Wirbeltieren, sind im Museum zu sehen. Im Erdgeschoss sind die einheimischen Tiere ausgestellt, im Untergeschoss Tiere aus aller Welt geordnet nach zoogeografischen Regionen. | Mathematisch-naturwissenschaftliche Fakultät |      |
| Zürcher Herbarien (Lage)(Lage)                    | Die vereinigten Herbarien der Universität und der ETH Zürich werden seit 1990 gemeinsam betrieben. Insgesamt zählen die vereinigten Sammlungen 3,8 Mio. Belege, wovon 2,4 Mio. Gefässpflanzen, 400'000 Moose, und ca. 1 Mio. Pilze, Flechten und Algen. Schwerpunkte der Sammlung betreffen insbesondere die Flora der Schweiz und Mitteleuropas, Neukaledoniens, und des südlichen Afrika. | Mathematisch-naturwissenschaftliche Fakultät > Institut für Systematische und Evolutionäre Botanik / ETH Zürich > Departement Biologie > Institut für Integrative Biologie |      |